# Squall (04 Limited Sazabysの曲)
「Squall」（スコール）は日本のロックバンド、04 Limited Sazabysのメジャー3枚目のシングル。2017年8月30日発売。発売元は日本コロムビア。

## 概要
前作「AIM」から1年2ヶ月ぶりのシングル。
バンドのシングルとして収録曲がタイトルに使用されているのは初となる。
初回生産限定盤にはYON FES 2017のライブムービーとオフショットムービーが収録されたDVDがついている。

## チャート成績
前作を1.2万枚から0.8万枚のばし初週2.1万枚を売り上げオリコンチャートで週間6位を獲得した。現時点ではバンドとして最高の売上を記録している。

## 収録曲

### CD
1. Squall [3:16]
カロリーメイト「ニコイチメイト WEB ムービー」テーマソング。
2. happiness [2:11]
メニコン「1DAY Menicon PremiO」CMタイアップソング。放映された映像の歌詞とは異なっている。
3. capture [1:48]

### DVD(初回限定盤)
・YON FES 2017
1. climb
2. Warp
3. Horizon
4. Terminal
5. swim